# 夜に抱かれて -A Night in Afro Blue-
「夜に抱かれて 〜A Night in Afro Blue〜」（よるにだかれて ア・ナイト・イン・アフロ・ブルー）は、久保田利伸の13枚目のシングル。1994年11月2日に発売された。発売元はSony Records。

## 背景
表題曲の「夜に抱かれて 〜A Night in Afro Blue〜」の作詞は、タイアップ先であるドラマ『夜に抱かれて』の脚本を担当した井沢満が手がけている。

## リリース
1994年11月2日に、Sony Recordsからリリースされた。

### 再発盤
2005年8月24日にマキシシングルにて再発売された。

## 収録曲
| 全作曲: 久保田利伸。 |                                                                 |                       |            |             |      |
| #                    | タイトル                                                        | 作詞                  | 作曲・編曲 | 編曲        | 時間 |
| 1.                   | 「夜に抱かれて 〜A Night in Afro Blue〜」                       | 井沢満                | 久保田利伸 | 柿崎洋一郎  | 4:32 |
| 2.                   | 「JAM WIZ ME」                                                  | 久保田利伸, KIM BURSE | 久保田利伸 | REX RIDEOUT | 5:00 |
| 3.                   | 「夜に抱かれて 〜A Night in Afro Blue〜」(オリジナル・カラオケ) |                       | 久保田利伸 |             | 4:31 |
| 合計時間:            | 合計時間:                                                       | 合計時間:             | 合計時間:  | 14:03       |      |

## タイアップ
| # | 曲名                                      | タイアップ                               | 出典  |
| - | ----------------------------------------- | ---------------------------------------- | ----- |
| 1 | 「夜に抱かれて 〜A Night in Afro Blue〜」 | 日本テレビ系ドラマ『夜に抱かれて』主題歌 | [ 2 ] |